# Talas
Talas là một huyện thuộc tỉnh Kayseri, Thổ Nhĩ Kỳ. Huyện có diện tích 329 km² và dân số thời điểm năm 2007 là 75675 người, mật độ 230 người/km².